# Ряст Городкова
Ряст Городкова (лат. Corydalis gorodkovii) — вид трав'яних рослин роду ряст (Corydalis) родини макові (Papaveraceae).
Вид названий на честь російського та радянського геоботаніка Бориса Миколайовича Городкова.

## Ареал
Ендемік Росії: Республіка Саха (Якутія), Магаданська область, росте на дрібнощебнистих аргілітових та сланцевих осипах південної експозиції; 600-1800 (2080) м над рівнем моря.

## Ботанічний опис
Трав'янистий бульбовий багаторічник, ефемероїд, (15) 20-30 (36) см заввишки. Бульба довгаста, жовта, 1,5-3 см завдовжки, 1-2 см у діаметрі, залягає на глибині 5-15 см. Стебло в основі оточене зближеними дрібними лускоподібними листками, у пазухах яких розвиваються бруньки поновлення, у нижній частині стебла 2 великі лускоподібні листки, у середній частині 2-3 асимілюючих. Листкова пластинка в обрисі округла або яйцеподібна, з трьома зближеними, майже сидячими сегментами; сегменти глибоко розділені на лопатеві частини з округлою верхівкою і ледь помітним гострокінцем.
Суцвіття – китиця. Приквітки трав'янисті, цілісні, яйцеподібні або широкояйцеподібні, 2-8 мм завдовжки, 1-5 мм завширшки. Квітконіжки 7-25 мм завдовжки. На квітках, що розпустилися, чашолистки відсутні. Віночки сірчано-жовті, рідше синьо-лілові (var. coerulea Mikhailova ), 14-23 (28) мм завдовжки, у місці прикріплення квітконіжки 3-6 мм завширшки. Шпорець широкий, прямий, звужений до кінця, іноді злегка загнутий, 8-14 мм завдовжки. Нектарник не сягає кінця шпорця на 4-6 мм. Нижня пелюстка з горбинкою. Зовнішні пелюстки на верхівках гладкі, з рівним закругленням. Приймочка в обрисі округла, з простими крайовими папілами. Коробочки лінійні, 14-21 мм завдовжки, 3-3,5 мм завширшки. Стовпчик 1,5-2 мм завдовжки. Насіння неправильно округле, чорне, блискуче, 2 мм у діаметрі, з маленькою карункулою.